# جاستن فالنتين
جاستن فالنتين هو سياسي سيشلي، ولد في 14 أبريل 1971.